# Vihren
Vihren (em búlgaro:  Вихрен) é uma montanha da Bulgária. É a montanha mais alta da cordilheira Pirin, atingindo 2914 m de altitude. É a segunda mais alta da Bulgária e a terceira dos Balcãs, apenas uiltrapassada em altitude pelo Musala e pelo Monte Olimpo. O Vihren está incluído nos 100 Locais Turísticos da Bulgaria sendo o n.º 2 da lista.
O cume está situado na parte norte do Pirin, no Oblast de Blagoevgrad. A rota de acesso mais simples parte do chalet Vihren a 2000 m de altitude, chegado ao cume pela vertente sul. Outras rotas incluem a do chalet  Banderistsa (1800 m.) ou através do tergo de Koncheto a partir do norte. Vários lagos de origem glaciar estão localizados perto do cume. Esta montanha é caracterizada igualmente por alojar um pequeno glaciar, o glaciar de Snezhnika com 0,01 km² e 12 m de espessura, que se considera o conjunto glaciar ativo mais meridional da Europa (à data de 2006). Está situado a 2450 m de altitude na vertente nordeste e é um resto do antigo e maior glaciar de Vihren.
Devido à topografia cárstica é desprovido de lagos e rios. A média da temperatura anual mínima varia entre –25° e –21°С, e a máxima entre 15° e 23°С. A precipitação anual média é de 1150 mm; com a neve a atingir profundidade de 3 m. Há uma estação meteorológica a 1950 m de altitude.
As suas encostas têm abundante população de camurças.
A primeira ascensão no inverno data de 9 de janeiro de 1925, pelo grupo de T.Atanasov, D.Stoykov, V.Baynov e N.Bozhinov.

## Galeria

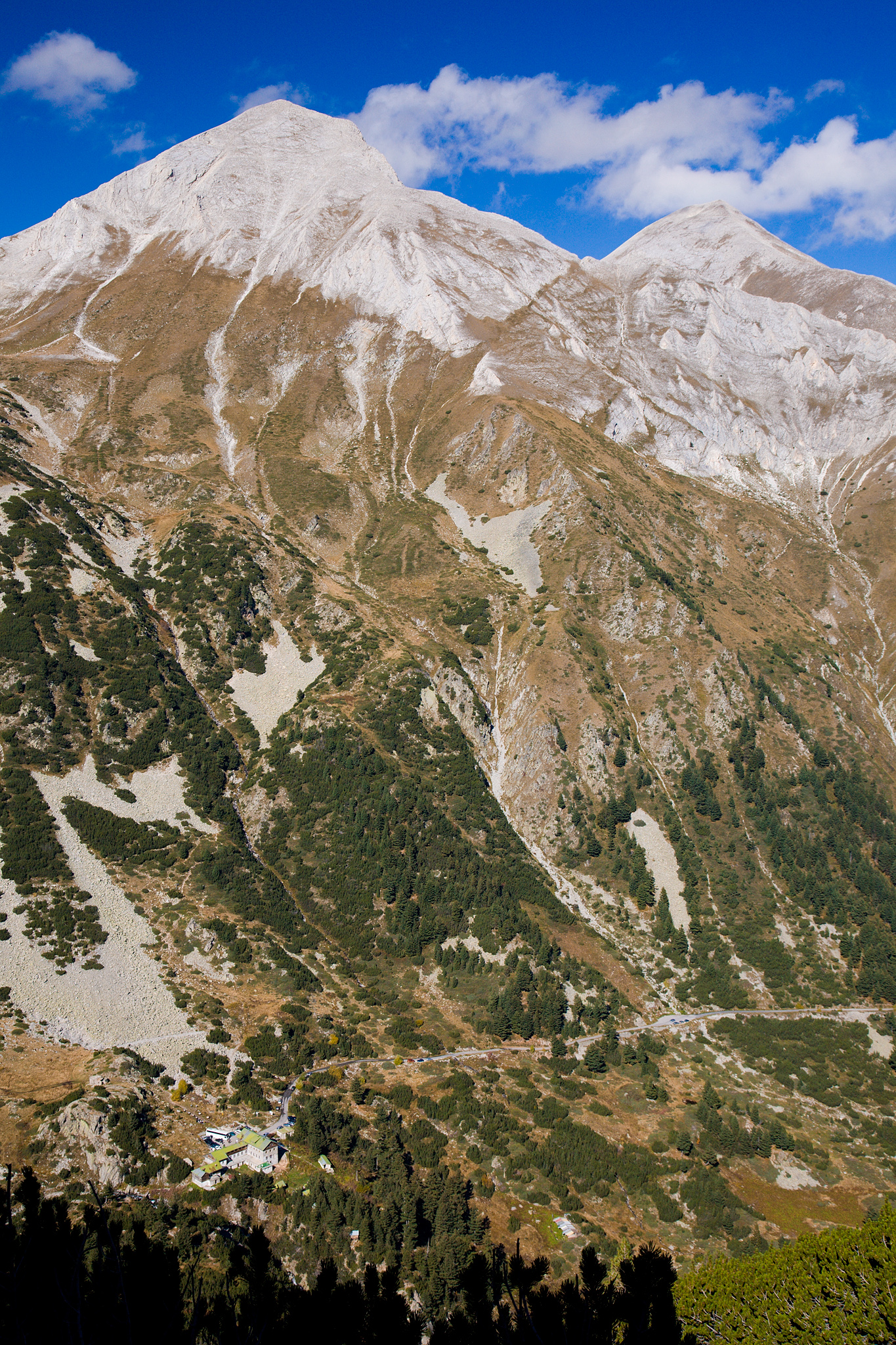
Uma vista do Vihren
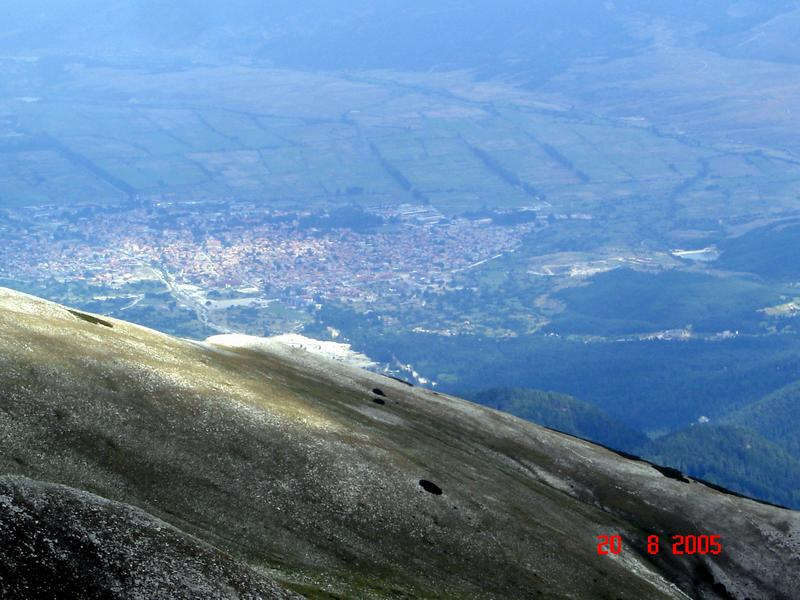
Vista para a cidade de Bansko.
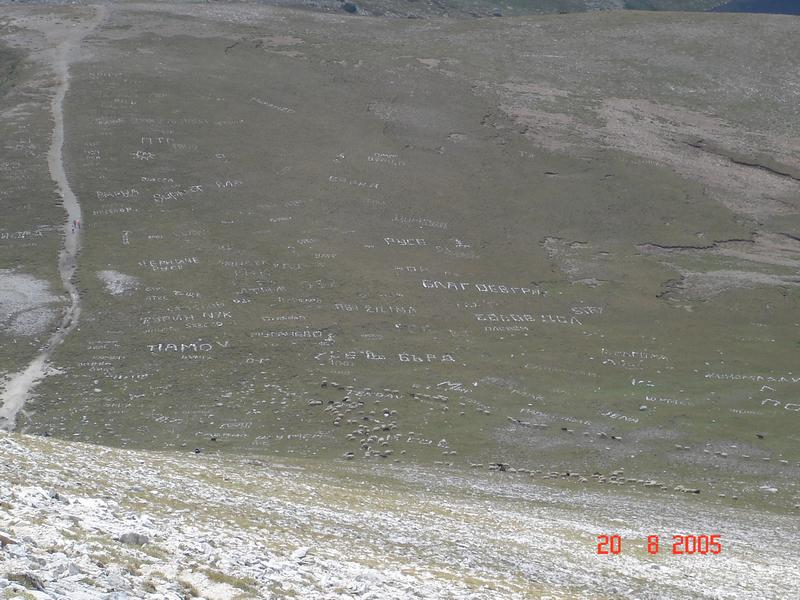
Inscrições lapidares perto do cume, no lugar dito La Kaba.